# Omeka
Omeka – darmowy, otwarty system zarządzania treścią dla kolekcji cyfrowych online. Jako aplikacja internetowa pozwala użytkownikom na publikowanie i eksponowanie obiektów dziedzictwa kulturowego, a także rozszerza funkcjonalność systemu o tematy i wtyczki. Jest to innowacyjne i prostsze w obsłudze rozwiązanie w porównaniu z tradycyjnym instytucjonalnym oprogramowaniem repozytorium, takim jak DSpace i Fedora, w Omeka wyświetlany i używany jest standard metadanych Dublin Core.
Oprogramowanie systemu w Polsce wykorzystuje się przy: bibliotekach cyfrowych, wycieczkach historycznych, Otwartej Nauce, informacjach o regionie, przewodnikach geolokalizacyjnych, repozytoriach dyscyplinarnych, repozytoriach OZE, repozytoriach materiałów sieciowych czy wiedzy, wirtualnych wystawach i archiwach, a także przy udostępnianiu dziedzictwa kulturalnego oraz tworzenia kolekcji historycznych.
Nazwa i logo Omeki są zastrzeżonymi znakami towarowymi Corporation for Digital Scholarship.

## Nazwa
Omeka to słowo z języka suahili, oznaczające wyświetlanie lub układanie wyrobów, mówienie, rozkładanie, rozpakowywanie. Zespół wybrał tę nazwę, ponieważ oznacza ona działanie, jakim Omeka umożliwia swoim użytkownikom: pracę z treściami cyfrowymi oraz budowanie cyfrowych projektów dla społeczności internetowych.

## Funkcje systemu
System zarządzania Omeka może być stosowany przez pracowników instytucji publicznych i prywatnych, które gromadzą dobra kultury (GLAM) oraz przez osoby prywatne w celu stworzenia cyfrowej wystawy, repozytorium, archiwum czy przewodnika opartego na koordynatach GPS. Posiada następujące funkcje:
- zarządzanie wirtualnymi wystawami
- system wtyczek
- zarządzanie różnorodnymi plikami
- obsługa metadanych
- obsługa tematów graficznych
- zarządzanie użytkownikami[8].

W listopadzie 2017 roku Centrum Historii i Nowych Mediów Roya Rosenzweiga wydało Omekę S – nową wersję systemu, przeznaczoną do użytku instytucjonalnego. Daje ona możliwość hostowania wielu stron internetowych, które korzystają ze wspólnej puli zasobów, takich jak Wikidane. Omeka Classic obsługuje indywidualne projekty i edukatorów, działając obok nowej wersji – Omeki S.

### Historia
W 2007 roku Centrum Historii i Nowych Mediów Roya Rosenzweiga (ang. Roy Rosenzweig Center for History and New Media – RRCHNM) po raz pierwszy wystąpiło o dofinansowanie rozwoju Omeki. Większość muzeów posiadała strony internetowe, ale instytucjom różnej wielkości brakowało zawartości o bardziej szczegółowych informacjach. Koordynatorzy stron wystaw muzealnych nie miały możliwości dodawania podstron; mieli również problem z samym udostępnianiem zawartości. Uznano, że publikowanie dostępnych kolekcji i wystaw ze standardem metadanych, można by osiągnąć poprzez zbudowanie darmowej, otwartej platformy, która, podobnie jak oprogramowanie do blogowania, oferowałaby łatwy w użyciu interfejs administracyjny, zapewniałaby udostępnianie treści, rozszerzałaby podstawowe funkcje publikowania kolekcji i archiwów o elastyczną architekturę wtyczek i bogate API tematyczne.
Omeka została uruchomiona w lutym 2008 roku i stała się wiodącą platformą publikacji internetowych typu open source dla kolekcji cyfrowych. Początkowo finansowana przez Instytut Usług Muzealnych i Bibliotecznych (ang. Institute Museum Library Services) w latach 2007–2010, była skierowana do małych muzeów i towarzystw historycznych. Dla muzeów, bibliotek i archiwów pragnących publikować w sieci kolekcje i narracyjne eksponaty w najprostszy możliwy sposób, istniało wtedy niewiele bezpłatnych opcji open source.
Od momentu uruchomienia, Omeka została pobrana ponad 150 000 razy i jest systemem zarządzania treścią dla tysięcy stron internetowych opracowanych przez biblioteki, archiwa, muzea, naukowców i entuzjastów. Omeka jest bezpłatną i otwartą odpowiedzią na potrzebę stworzenia internetowej platformy wydawniczej, która uhonoruje znaczenie metadanych opartych na standardach i pozwoli ekspertom w dziedzinie treści zaprezentować wiedzę o swoich kolekcjach, a także pozwoli lepiej wykorzystać dane materiały w swojej pracy.
Fundacja Alfreda P. Sloana ufundowała najwcześniejsze wersje wtyczek Geolokalizacji i Datków w ramach tworzenia Hurricane Digital Memory Bank, uruchomionego w 2006 roku. Fundacja Samuela H. Kressa sfinansowała najwcześniejszą integrację słowników metadanych służących do opisu zasobów wizualnych oraz zbierania materiałów z obiektów Omeki.
RRCHNM zaoferował hostowane rozwiązanie o nazwie Omeka.net w 2010 r. Było to spowodowane brakiem możliwości pobrania i uruchomienia systemu na własnych serwerach przez każdą organizację czy osobę fizyczną. Od momentu uruchomienia Omeka.net liczył ponad 45 000 użytkowników i prawie 30 000 witryn.
W 2010 roku Biblioteka Kongresu uznała Omekę za centralne miejsce w społeczności bibliotecznej, służące jako otwarte oprogramowanie, sfinansowała działanie systemu na dwa lata wsparcia bieżących prac nad podstawowym oprogramowaniem i wzmocnieniem społeczności programistów. Partnerstwo pomiędzy RRCHNM i University of Virginia Libraries’ Scholar Lab wspierało budowę i testowanie zestawu wtyczek Neatline do tworzenia stypendiów geoprzestrzennych, co było świetnym przykładem międzyinstytucjonalnej współpracy deweloperskiej. Dzięki temu partnerstwu zespół Omeka poprawił dokumentację deweloperską i projektową oraz opracował łatwiejsze sposoby dzielenia się wtyczkami i tematami, które stworzył dla własnych projektów, z całą bazą użytkowników Omeki.
Począwszy od 2012 roku – udostępniono możliwość tłumaczenia rdzenia Omeki i jej wtyczek.
W październiku 2012 roku, przy wsparciu Fundacji Andrew W. Mellona, zespół programistów Omeki rozpoczął prace nad nową wersją internetowej platformy wydawniczej typu open source w celu zaspokojenia potrzeb większych użytkowników instytucjonalnych, czego rezultatem jest Omeka S.
Prace nad wersją Omeki Classic są kontynuowane dzięki funduszom rozwojowym, które zwiększają funkcjonalność systemu, służąc różnym odbiorcom. IMLS Museums National Leadership Grant sfinansował partnerstwo z Ideum i Uniwersytetem Connecticut w celu połączenia kolekcji online z tablicami interaktywnymi galerii muzealnych i instalacją tabletów jako Omeka Everywhere. Fundacja Getty sfinansowała w latach 2016–2017 prace projektowe i rozwojowe mające na celu stworzenie dodatkowych tematów i wtyczek, atrakcyjnych dla historyków sztuki.
Dotacja IMLS Libraries National Leadership Grant sfinansowała badania i rozwój wtyczek, które umożliwiają dokładne odczytanie przedmiotów poprzez adnotacje tekstowe i obrazkowe, a także odczytanie przedmiotów z rozrosłej kolekcji Omeki poprzez wtyczki do analizy tekstu.

## Omeka S
Oferuje instytucjom jeden punkt administracyjny do instalacji, aktualizacji oprogramowania oraz rozszerzenie funkcjonalności i wyglądu wszystkich stron tworzonych w sieci. Omeka S używa JavaScript Open Notation-Linked Data (JSON-LD) jako natywnego formatu danych, co umożliwia zaplątanie w sieci Linked Open Data. Każdy zasób Omeka S posiada URI, a podstawowe oprogramowanie zawiera słowniki Resource Description Framework (RDF), które maksymalizują jego interoperacyjność z innymi wydawcami danych. Omeka S oferuje użytkownikom możliwość wykorzystania URI dla innych zasobów jako wartości opisowych w polach metadanych łącząc jeden zasób z innym. Umożliwia też dołączanie nośników na trzy sposoby: wgranie pliku, użycie osadzonego kodu z zewnętrznego zasobu lub użycie URI dla już istniejącego.

## Finansowanie
- Fundacja Alfreda P. Sloana
- Instytut Usług Muzealnych i Bibliotecznych(inne języki)
- Fundacja Samuela H. Kressa[13]
- Biblioteka Kongresu
- Fundacja Andrew W. Mellona(inne języki)
- Fundacja Getty’ego(inne języki)
- Narodowe Dofinansowanie dla Nauk Humanistycznych(inne języki)
- Korporacja dla Cyfrowych Nauk[15][7]